# Glenstone
Glenstone est un musée d'art américain à Potomac, dans le Maryland.